# Multiverse Computing (empresa)
Multiverse Computing es una empresa española de software de computación cuántica con sede en San Sebastián, España, y oficinas en París, Múnich, Londres, San Francisco, Toronto y Sherbrooke, Canadá. La empresa aplica inteligencia artificial (IA), algoritmos cuánticos y de inspiración cuántica a problemas en energía, logística, manufactura, movilidad, ciencias de la vida, finanzas, ciberseguridad, química, ciencia de los materiales y aeroespacial.
Su plataforma de software cuántica e inspirada en la computación cuántica, Singularity, está diseñada para permitir a los usuarios sin conocimientos previos de computación cuántica utilizar algoritmos cuánticos a través de herramientas como Microsoft Excel.

## Historia
Multiverse fue cofundada en 2019 por Enrique Lizaso, Román Orús, Alfonso Rubio y Sam Mugel. Lizaso, tesorera y miembro del consejo de administración del Consorcio Europeo de la Industria Cuántica, y Orús, Ikerbasque Research Professor en Donostia International Physics Center y ex Marie Curie Fellow en el Instituto Max Planck de Óptica Cuántica, estaban charlando por WhatsApp cuando nació la idea de crear una empresa de computación cuántica para finanzas.
En 2021, la empresa anunció una financiación de 12,5 millones de euros a través del programa Acelerador del Consejo Europeo de Innovación (EIC, por sus siglas en inglés).Posteriormente, en 2024, cerró una ronda de inversión de 25 millones de euros, alcanzando una valoración de 100 millones de euros. Más adelante, ese mismo año, la startup fue seleccionada por el Scaling Club del EIC – que cuenta con un presupuesto de 10.000 millones de dólares – como una de las 48 empresas que recibirán apoyo en financiación, mentoría y establecimiento de alianzas estratégicas.
En abril de 2022, la empresa se asoció con el Banco de Canadá para explorar cómo la computación cuántica puede simular la adopción de criptomonedas. Esta investigación convirtió a Canadá en el primer país del G7 en explorar el modelo de redes complejas y criptomonedas a través de la computación cuántica.  Más tarde ese año, BASF utilizó Singularity de Multiverse para desarrollar modelos para la optimización del comercio de divisas entre las monedas de EE. UU. y la UE.
Otras organizaciones que están explorando el software cuántico de Multiverse incluyen a BBVA, Crédit Agricole CIB y Repsol. En 2022, Gartner reconoció a Multiverse Computing como "Gartner Cool Vendor" por ofrecer "tecnologías y servicios de software cuántico que permiten la integración de la exploración de soluciones cuánticas en la industria de servicios financieros". En la actualidad, Multiverse es una de las empresas de software cuántico más grandes del mundo y ha recaudado más de 27,3 millones de euros. 
En marzo de 2025, la empresa recibió una inversión de 67 millones de euros por parte del Gobierno de España. Unos meses después, en junio de 2025, la empresa anunció una inversión de 189 millones de euros en la serie B de financiación liderada por Bullhound Capital, y con participación de Toshiba, Forgepoint Capital International, HP Tech Ventures, SETT, Santander Climate VC, Quantonation, CDP Venture Capital, y Capital Riesgo de Euskadi - Grupo SPRI.

## Tecnología
Los algoritmos de Multiverse Computing se han implementado en sectores verticales como energía, manufactura, logística, finanzas, química, espacio y ciberseguridad. Además del aprendizaje automático cuántico y los algoritmos de optimización, la empresa utiliza redes tensoriales de inspiración cuántica para mejorar la eficiencia a la hora de resolver desafíos industriales. Las redes tensoriales se utilizan para modelar sistemas cuánticos, específicamente sistemas cuánticos de muchas partículas, y más recientemente se están aplicando para modelar sistemas de inteligencia artificial.
En 2023, la empresa lanzó CompactifAI, un software que utiliza estas redes para reducir los costos computacionales y los requisitos de energía para entrenar y operar modelos de lenguaje grandes (LLM). Al minimizar el tamaño, la memoria y las necesidades de almacenamiento de los modelos, las redes tensoriales pueden mejorar la eficiencia y la portabilidad de estos modelos.
A principios de ese año, Credit Agricole CIB publicó los resultados de múltiples experimentos con Multiverse que exploraron el uso de la computación cuántica y de inspiración cuántica para la valoración de derivados, así como para resolver la anticipación de las rebajas de calificación crediticia.
En 2024, la empresa consiguió un contrato de 1,4 millones de dólares con el Centro Aeroespacial Alemán para desarrollar detectores de fotones individuales con aplicaciones que van desde la computación cuántica hasta la comunicación en el espacio profundo y la bioimagen.

## Premios
Multiverse Computing recibió en 2024 el premio Future Unicorn otorgado por DIGITALEUROPE, en reconocimiento a su potencial para la transformación digital en los ámbitos de ciberseguridad, salud e inteligencia artificial.[1] Además, en 2023, la empresa fue seleccionada por CB Insights como una de las 100 compañías más prometedoras del mundo en software de inteligencia artificial cuántica.[2]